# La Bosse-de-Bretagne
Bosse-de-Bretagne (bret. Bosenn) – miejscowość i gmina we Francji, w regionie Bretania, w departamencie Ille-et-Vilaine.
Według danych na rok 1990 gminę zamieszkiwało 388 osób, a gęstość zaludnienia wynosiła 38 osób/km² (wśród 1269 gmin Bretanii Bosse-de-Bretagne plasuje się na 894. miejscu pod względem liczby ludności, natomiast pod względem powierzchni na miejscu 828.).